# منتخب لبنان لكرة القدم للسيدات
منتخب لبنان لكرة القدم للسيدات هو المنتخب الوطني الذي يمثل الجمهورية اللبنانية في رياضة كرة القدم للسيدات. تأسس المنتخب عام 2005، ويخضع لإشراف الاتحاد اللبناني لكرة القدم، الهيئة الإدارية لكرة القدم في لبنان. لم يتأهل المنتخب بعد لكأس العالم للسيدات أو كأس آسيا للسيدات، ولكنه احْتَلَّ المركز الثالث في نسختي 2007 و2019 من بطولة اتحاد غرب آسيا للسيدات.
لَعِب لبنان مباراته الأولى في 2006 ضد الجزائر، والتي انتهت بخسارة لبنان بنتيجة 12–0 في البطولة العربية لكرة القدم النسائية. ومع ذلك، فإن محاولتهم التأهيلية الرسمية الأولى جرت بعد ثماني سنوات، وكان ذلك في تصفيات كأس آسيا للسيدات 2014. فَشَل لبنان في النهاية في التأهل إلى البطولة النهائية. ولكنه فَازَعلى الكويت بنتيجة 12–1 في 9 يونيو 2013 في أكبر فوز له حتى الآن.
يلقب منتخب لبنان باسم صبايا الأرز، ألوان الفريق حمراء وبيضاء مماثلة لألوان علم لبنان. منذ عام 2006، كان تصنيف الفيفا للبنان ثابتًا نسبيًا، حيث كان أفضل تصنيف له هو 92 في ديسمبر 2009 وأسوأ تصنيف كان 148 في سبتمبر 2018.

## التاريخ

### 2005–2018: التشكيل والمشاركات الأولى
يلقب منتخب لبنان باسم صبايا الأرز، تم تشكيل المنتخب اللبناني للسيدات في عام 2005 كواحد من أوائل المنتخبات الوطنية للسيدات في اتحاد غرب آسيا لكرة القدم. لَعِب لبنان مباراته الأولى في 2006 ضد الجزائر، والتي انتهت بخسارة لبنان بنتيجة 12–0 في البطولة العربية لكرة القدم النسائية. في النهاية حصلوا على المركز الأخير بعد ثلاث مباريات دون أن يسجلوا هدفًا واحدًا.
كانت مشاركتهم الأولى في بطولة اتحاد غرب آسيا للسيدات في عام 2007 حيث خسروا أمام الأردن بنتيجة 3–0 ثم أمام إيران بنفس النتيجة، وفازت على سوريا 7–0 بفضل ثلاثية إيمان شيتو، واحتلوا المركز الثالث في البطولة. شاركوا في بطولة اتحاد غرب آسيا للسيدات للمرة الثانية في عام 2011، أوقعتهم القرعة مع إيران وسوريا والإمارات العربية المتحدة،  خسروا أول مباراة ضد إيران 8–1، فيما فازوا على سوريا 1–0، وخسروا في مباراته الأخيرة ضد الإمارات 5–0، وخرجوا من البطولة.
تحت إدارة فريد نجيم، شاركت لبنان في التصفيات المؤهلة لكأس آسيا للسيدات 2014. كانت هذه أول مرة تشارك في تصفيات بطولة تأهلية رسمية، بعد ثماني سنوات من إنشاء المنتخب. أوقعتهم القرعة في مجموعة تضم الأردن وأوزبكستان والكويت. في مباراتهم الأولى، خسروا 5–0 أمام الأردن قبل أن يخسروا أمام أوزبكستان 4–0، تغلبوا بعد إقصائهم على الكويت 12–1،  فأنهي المنتخب مشواره في التصفيات برصيد ثلاث نقاط.
أوقعتهم القرعة مع تايلاند والصين تايبيه وغوام وفلسطين في تصفيات كأس آسيا 2018، التي أقيمت في الضفة الغربية في فلسطين. لكن لبنان انسحب لأنه رفض اللعب على أساس أنه «يضفي الشرعية على احتلال الإسرائيلي للضفة الغربية».

### 2019 إلى الوقت الحاضر: التاريخ الحديث

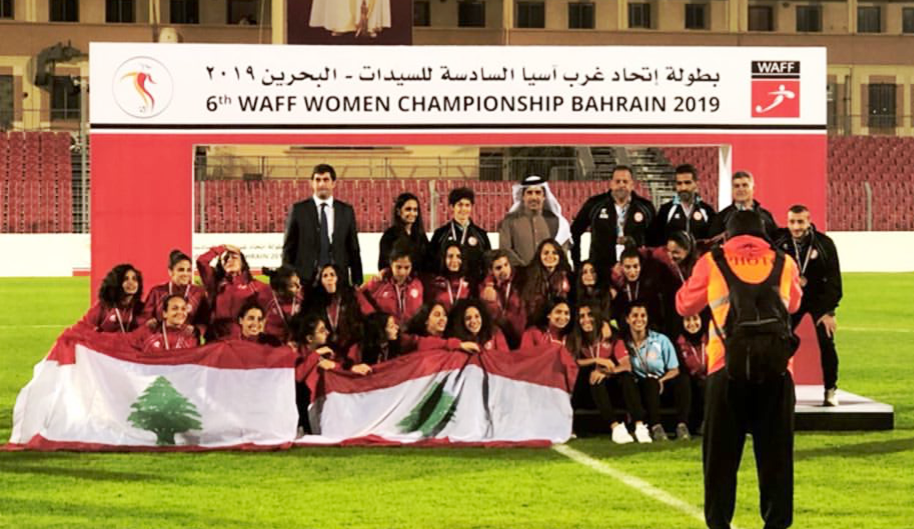
لبنان خلال حفل توزيع جوائز بطولة اتحاد غرب آسيا للسيدات 2019.

مع تدريب المنتخب من وائل غرز الدين، شاركت لبنان في يناير 2019 في بطولة اتحاد غرب آسيا للسيدات 2019. بدأ مشاركتهن بهزيمة صعبة أمام البحرين المضيفة بنتيجة 3–2. في مباراتهم الثانية، ضمنت أهداف لبنان المتأخرة في كل شوط الفوز 2–0 على الإمارات. ثم خسروا 3–1 أمام الأردن، قبل أن يهزموا فلسطين 3–0، ليحتلوا المركز الثالث.
في كأس العرب للسيدات 2021، التي أقيمت في أغسطس، أوقعتهم القرعة مع مصر وتونس والسودان. أنتهت مبارتهم الأولى مع تونس بالتعادل السلبي، كان ذلك التعادل الأول للبنان على الإطلاق، ثم خسروا 4–0 أمام البلد المضيف مصر. وفي آخر مباراة في دور المجموعات، فاز لبنان على السودان 5–1، واحتلوا المركز الثالث في مجموعتهم برصيد أربع نقاط.
شارك المنتخب في تصفيات كأس آسيا للسيدات 2022 في أكتوبر 2021، فخسروا أول مباراة بنتيجة 4–0 أمام ميانمار، ثم الفوز 1–0 على الإمارات،  والفوز 3–0 على غوام. لم يكن ذلك كأفي لتأهيلهم إلى كأس آسيا لأول مرة، حيث احتل لبنان المركز الثاني. وتم إقصاؤه.

## المشاركات

### كأس العالم للسيدات
| سجل المشاركات كأس العالم للسيدات | سجل المشاركات كأس العالم للسيدات | سجل المشاركات كأس العالم للسيدات | سجل المشاركات كأس العالم للسيدات | سجل المشاركات كأس العالم للسيدات | سجل المشاركات كأس العالم للسيدات | سجل المشاركات كأس العالم للسيدات | سجل المشاركات كأس العالم للسيدات | سجل المشاركات كأس العالم للسيدات |                                                                        | سجل التصفيات                                                           | سجل التصفيات                                                           | سجل التصفيات                                                           | سجل التصفيات                                                           | سجل التصفيات                                                           | سجل التصفيات                                                           | سجل التصفيات |
| النسخة                           | الدور                            | المركز                           | لعب                              | فاز                              | تعادل                            | خسر                              | له                               | عليه                             | المركز                                                                 | لعب                                                                    | فاز                                                                    | تعادل                                                                  | خسر                                                                    | له                                                                     | عليه                                                                   |              |
| -------------------------------- | -------------------------------- | -------------------------------- | -------------------------------- | -------------------------------- | -------------------------------- | -------------------------------- | -------------------------------- | -------------------------------- | ---------------------------------------------------------------------- | ---------------------------------------------------------------------- | ---------------------------------------------------------------------- | ---------------------------------------------------------------------- | ---------------------------------------------------------------------- | ---------------------------------------------------------------------- | ---------------------------------------------------------------------- | ------------ |
| 1991                             | لم يشارك                         | لم يشارك                         | لم يشارك                         | لم يشارك                         | لم يشارك                         | لم يشارك                         | لم يشارك                         | لم يشارك                         | لم يشارك                                                               | لم يشارك                                                               | لم يشارك                                                               | لم يشارك                                                               | لم يشارك                                                               | لم يشارك                                                               | لم يشارك                                                               |              |
| 1995                             | لم يشارك                         | لم يشارك                         | لم يشارك                         | لم يشارك                         | لم يشارك                         | لم يشارك                         | لم يشارك                         | لم يشارك                         | لم يشارك                                                               | لم يشارك                                                               | لم يشارك                                                               | لم يشارك                                                               | لم يشارك                                                               | لم يشارك                                                               | لم يشارك                                                               |              |
| 1999                             | لم يشارك                         | لم يشارك                         | لم يشارك                         | لم يشارك                         | لم يشارك                         | لم يشارك                         | لم يشارك                         | لم يشارك                         | لم يشارك                                                               | لم يشارك                                                               | لم يشارك                                                               | لم يشارك                                                               | لم يشارك                                                               | لم يشارك                                                               | لم يشارك                                                               |              |
| 2003                             | لم يشارك                         | لم يشارك                         | لم يشارك                         | لم يشارك                         | لم يشارك                         | لم يشارك                         | لم يشارك                         | لم يشارك                         | لم يشارك                                                               | لم يشارك                                                               | لم يشارك                                                               | لم يشارك                                                               | لم يشارك                                                               | لم يشارك                                                               | لم يشارك                                                               |              |
| 2007                             | لم يشارك                         | لم يشارك                         | لم يشارك                         | لم يشارك                         | لم يشارك                         | لم يشارك                         | لم يشارك                         | لم يشارك                         | لم يشارك                                                               | لم يشارك                                                               | لم يشارك                                                               | لم يشارك                                                               | لم يشارك                                                               | لم يشارك                                                               | لم يشارك                                                               |              |
| 2011                             | لم يشارك                         | لم يشارك                         | لم يشارك                         | لم يشارك                         | لم يشارك                         | لم يشارك                         | لم يشارك                         | لم يشارك                         | لم يشارك                                                               | لم يشارك                                                               | لم يشارك                                                               | لم يشارك                                                               | لم يشارك                                                               | لم يشارك                                                               | لم يشارك                                                               |              |
| 2015                             | لم يتأهل                         | لم يتأهل                         | لم يتأهل                         | لم يتأهل                         | لم يتأهل                         | لم يتأهل                         | لم يتأهل                         | لم يتأهل                         | كانت كأس الأمم الآسيوية لكرة القدم للسيدات 2014 بمثابة البطولة المؤهلة | كانت كأس الأمم الآسيوية لكرة القدم للسيدات 2014 بمثابة البطولة المؤهلة | كانت كأس الأمم الآسيوية لكرة القدم للسيدات 2014 بمثابة البطولة المؤهلة | كانت كأس الأمم الآسيوية لكرة القدم للسيدات 2014 بمثابة البطولة المؤهلة | كانت كأس الأمم الآسيوية لكرة القدم للسيدات 2014 بمثابة البطولة المؤهلة | كانت كأس الأمم الآسيوية لكرة القدم للسيدات 2014 بمثابة البطولة المؤهلة | كانت كأس الأمم الآسيوية لكرة القدم للسيدات 2014 بمثابة البطولة المؤهلة |              |
| 2019                             | انسحب                            | انسحب                            | انسحب                            | انسحب                            | انسحب                            | انسحب                            | انسحب                            | انسحب                            | انسحب                                                                  | انسحب                                                                  | انسحب                                                                  | انسحب                                                                  | انسحب                                                                  | انسحب                                                                  | انسحب                                                                  |              |
| 2023                             | لم يتأهل                         | لم يتأهل                         | لم يتأهل                         | لم يتأهل                         | لم يتأهل                         | لم يتأهل                         | لم يتأهل                         | لم يتأهل                         | كانت كأس الأمم الآسيوية لكرة القدم للسيدات 2022 بمثابة البطولة المؤهلة | كانت كأس الأمم الآسيوية لكرة القدم للسيدات 2022 بمثابة البطولة المؤهلة | كانت كأس الأمم الآسيوية لكرة القدم للسيدات 2022 بمثابة البطولة المؤهلة | كانت كأس الأمم الآسيوية لكرة القدم للسيدات 2022 بمثابة البطولة المؤهلة | كانت كأس الأمم الآسيوية لكرة القدم للسيدات 2022 بمثابة البطولة المؤهلة | كانت كأس الأمم الآسيوية لكرة القدم للسيدات 2022 بمثابة البطولة المؤهلة | كانت كأس الأمم الآسيوية لكرة القدم للسيدات 2022 بمثابة البطولة المؤهلة |              |
| المجموع                          | –                                | 0/8                              | –                                | –                                | –                                | –                                | –                                | –                                | المجموع                                                                | –                                                                      | –                                                                      | –                                                                      | –                                                                      | –                                                                      | –                                                                      |              |

### الألعاب الأولمبية الصيفية
| سجل كرة القدم في الألعاب الأولمبية الصيفية | سجل كرة القدم في الألعاب الأولمبية الصيفية | سجل كرة القدم في الألعاب الأولمبية الصيفية | سجل كرة القدم في الألعاب الأولمبية الصيفية | سجل كرة القدم في الألعاب الأولمبية الصيفية | سجل كرة القدم في الألعاب الأولمبية الصيفية | سجل كرة القدم في الألعاب الأولمبية الصيفية | سجل كرة القدم في الألعاب الأولمبية الصيفية | سجل كرة القدم في الألعاب الأولمبية الصيفية |                                                   | سجل التصفيات                                      | سجل التصفيات                                      | سجل التصفيات                                      | سجل التصفيات                                      | سجل التصفيات                                      | سجل التصفيات                                      | سجل التصفيات |
| النسخة                                     | الدور                                      | المركز                                     | لعب                                        | فاز                                        | تعادل                                      | خسر                                        | له                                         | عليه                                       | المركز                                            | لعب                                               | فاز                                               | تعادل                                             | خسر                                               | له                                                | عليه                                              |              |
| ------------------------------------------ | ------------------------------------------ | ------------------------------------------ | ------------------------------------------ | ------------------------------------------ | ------------------------------------------ | ------------------------------------------ | ------------------------------------------ | ------------------------------------------ | ------------------------------------------------- | ------------------------------------------------- | ------------------------------------------------- | ------------------------------------------------- | ------------------------------------------------- | ------------------------------------------------- | ------------------------------------------------- | ------------ |
| 1996 [الإنجليزية]                          | لم يشارك                                   | لم يشارك                                   | لم يشارك                                   | لم يشارك                                   | لم يشارك                                   | لم يشارك                                   | لم يشارك                                   | لم يشارك                                   | كانت كأس العالم للسيدات 1995 كانت بمثابة التصفيات | كانت كأس العالم للسيدات 1995 كانت بمثابة التصفيات | كانت كأس العالم للسيدات 1995 كانت بمثابة التصفيات | كانت كأس العالم للسيدات 1995 كانت بمثابة التصفيات | كانت كأس العالم للسيدات 1995 كانت بمثابة التصفيات | كانت كأس العالم للسيدات 1995 كانت بمثابة التصفيات | كانت كأس العالم للسيدات 1995 كانت بمثابة التصفيات |              |
| 2000 [الإنجليزية]                          | لم يشارك                                   | لم يشارك                                   | لم يشارك                                   | لم يشارك                                   | لم يشارك                                   | لم يشارك                                   | لم يشارك                                   | لم يشارك                                   | كانت كأس العالم للسيدات 1999 كانت بمثابة التصفيات | كانت كأس العالم للسيدات 1999 كانت بمثابة التصفيات | كانت كأس العالم للسيدات 1999 كانت بمثابة التصفيات | كانت كأس العالم للسيدات 1999 كانت بمثابة التصفيات | كانت كأس العالم للسيدات 1999 كانت بمثابة التصفيات | كانت كأس العالم للسيدات 1999 كانت بمثابة التصفيات | كانت كأس العالم للسيدات 1999 كانت بمثابة التصفيات |              |
| 2004 [الإنجليزية]                          | لم يشارك                                   | لم يشارك                                   | لم يشارك                                   | لم يشارك                                   | لم يشارك                                   | لم يشارك                                   | لم يشارك                                   | لم يشارك                                   | لم يشارك                                          | لم يشارك                                          | لم يشارك                                          | لم يشارك                                          | لم يشارك                                          | لم يشارك                                          | لم يشارك                                          |              |
| 2008                                       | لم يشارك                                   | لم يشارك                                   | لم يشارك                                   | لم يشارك                                   | لم يشارك                                   | لم يشارك                                   | لم يشارك                                   | لم يشارك                                   | لم يشارك                                          | لم يشارك                                          | لم يشارك                                          | لم يشارك                                          | لم يشارك                                          | لم يشارك                                          | لم يشارك                                          |              |
| 2012                                       | لم يشارك                                   | لم يشارك                                   | لم يشارك                                   | لم يشارك                                   | لم يشارك                                   | لم يشارك                                   | لم يشارك                                   | لم يشارك                                   | لم يشارك                                          | لم يشارك                                          | لم يشارك                                          | لم يشارك                                          | لم يشارك                                          | لم يشارك                                          | لم يشارك                                          |              |
| 2016                                       | لم يشارك                                   | لم يشارك                                   | لم يشارك                                   | لم يشارك                                   | لم يشارك                                   | لم يشارك                                   | لم يشارك                                   | لم يشارك                                   | لم يشارك                                          | لم يشارك                                          | لم يشارك                                          | لم يشارك                                          | لم يشارك                                          | لم يشارك                                          | لم يشارك                                          |              |
| 2020                                       | لم يتأهل                                   | لم يتأهل                                   | لم يتأهل                                   | لم يتأهل                                   | لم يتأهل                                   | لم يتأهل                                   | لم يتأهل                                   | لم يتأهل                                   | الثالث من أصل ثلاثة                               | 2                                                 | 0                                                 | 0                                                 | 2                                                 | 0                                                 | 12                                                |              |
| 2024                                       | سيحدد فيما بعد                             | سيحدد فيما بعد                             | سيحدد فيما بعد                             | سيحدد فيما بعد                             | سيحدد فيما بعد                             | سيحدد فيما بعد                             | سيحدد فيما بعد                             | سيحدد فيما بعد                             | سيحدد فيما بعد                                    | سيحدد فيما بعد                                    | سيحدد فيما بعد                                    | سيحدد فيما بعد                                    | سيحدد فيما بعد                                    | سيحدد فيما بعد                                    | سيحدد فيما بعد                                    |              |
| المجموع                                    | –                                          | 0/7                                        | –                                          | –                                          | –                                          | –                                          | –                                          | –                                          | المجموع                                           | 2                                                 | 0                                                 | 0                                                 | 2                                                 | 0                                                 | 12                                                |              |

### كأس الأمم الآسيوية للسيدات
| سجل كأس الأمم الآسيوية لكرة القدم للسيدات | سجل كأس الأمم الآسيوية لكرة القدم للسيدات | سجل كأس الأمم الآسيوية لكرة القدم للسيدات | سجل كأس الأمم الآسيوية لكرة القدم للسيدات | سجل كأس الأمم الآسيوية لكرة القدم للسيدات | سجل كأس الأمم الآسيوية لكرة القدم للسيدات | سجل كأس الأمم الآسيوية لكرة القدم للسيدات | سجل كأس الأمم الآسيوية لكرة القدم للسيدات | سجل كأس الأمم الآسيوية لكرة القدم للسيدات |                     | سجل التصفيات | سجل التصفيات | سجل التصفيات | سجل التصفيات | سجل التصفيات | سجل التصفيات | سجل التصفيات |
| النسخة                                    | الدور                                     | المركز                                    | لعب                                       | فاز                                       | تعادل                                     | خسر                                       | له                                        | عليه                                      | المركز              | لعب          | فاز          | تعادل        | خسر          | له           | عليه         |              |
| ----------------------------------------- | ----------------------------------------- | ----------------------------------------- | ----------------------------------------- | ----------------------------------------- | ----------------------------------------- | ----------------------------------------- | ----------------------------------------- | ----------------------------------------- | ------------------- | ------------ | ------------ | ------------ | ------------ | ------------ | ------------ | ------------ |
| 1975                                      | لم يشارك                                  | لم يشارك                                  | لم يشارك                                  | لم يشارك                                  | لم يشارك                                  | لم يشارك                                  | لم يشارك                                  | لم يشارك                                  | لم يشارك            | لم يشارك     | لم يشارك     | لم يشارك     | لم يشارك     | لم يشارك     | لم يشارك     |              |
| 1977                                      | لم يشارك                                  | لم يشارك                                  | لم يشارك                                  | لم يشارك                                  | لم يشارك                                  | لم يشارك                                  | لم يشارك                                  | لم يشارك                                  | لم يشارك            | لم يشارك     | لم يشارك     | لم يشارك     | لم يشارك     | لم يشارك     | لم يشارك     |              |
| 1980                                      | لم يشارك                                  | لم يشارك                                  | لم يشارك                                  | لم يشارك                                  | لم يشارك                                  | لم يشارك                                  | لم يشارك                                  | لم يشارك                                  | لم يشارك            | لم يشارك     | لم يشارك     | لم يشارك     | لم يشارك     | لم يشارك     | لم يشارك     |              |
| 1981                                      | لم يشارك                                  | لم يشارك                                  | لم يشارك                                  | لم يشارك                                  | لم يشارك                                  | لم يشارك                                  | لم يشارك                                  | لم يشارك                                  | لم يشارك            | لم يشارك     | لم يشارك     | لم يشارك     | لم يشارك     | لم يشارك     | لم يشارك     |              |
| 1983                                      | لم يشارك                                  | لم يشارك                                  | لم يشارك                                  | لم يشارك                                  | لم يشارك                                  | لم يشارك                                  | لم يشارك                                  | لم يشارك                                  | لم يشارك            | لم يشارك     | لم يشارك     | لم يشارك     | لم يشارك     | لم يشارك     | لم يشارك     |              |
| 1986                                      | لم يشارك                                  | لم يشارك                                  | لم يشارك                                  | لم يشارك                                  | لم يشارك                                  | لم يشارك                                  | لم يشارك                                  | لم يشارك                                  | لم يشارك            | لم يشارك     | لم يشارك     | لم يشارك     | لم يشارك     | لم يشارك     | لم يشارك     |              |
| 1989                                      | لم يشارك                                  | لم يشارك                                  | لم يشارك                                  | لم يشارك                                  | لم يشارك                                  | لم يشارك                                  | لم يشارك                                  | لم يشارك                                  | لم يشارك            | لم يشارك     | لم يشارك     | لم يشارك     | لم يشارك     | لم يشارك     | لم يشارك     |              |
| 1991                                      | لم يشارك                                  | لم يشارك                                  | لم يشارك                                  | لم يشارك                                  | لم يشارك                                  | لم يشارك                                  | لم يشارك                                  | لم يشارك                                  | لم يشارك            | لم يشارك     | لم يشارك     | لم يشارك     | لم يشارك     | لم يشارك     | لم يشارك     |              |
| 1993                                      | لم يشارك                                  | لم يشارك                                  | لم يشارك                                  | لم يشارك                                  | لم يشارك                                  | لم يشارك                                  | لم يشارك                                  | لم يشارك                                  | لم يشارك            | لم يشارك     | لم يشارك     | لم يشارك     | لم يشارك     | لم يشارك     | لم يشارك     |              |
| 1995                                      | لم يشارك                                  | لم يشارك                                  | لم يشارك                                  | لم يشارك                                  | لم يشارك                                  | لم يشارك                                  | لم يشارك                                  | لم يشارك                                  | لم يشارك            | لم يشارك     | لم يشارك     | لم يشارك     | لم يشارك     | لم يشارك     | لم يشارك     |              |
| 1997                                      | لم يشارك                                  | لم يشارك                                  | لم يشارك                                  | لم يشارك                                  | لم يشارك                                  | لم يشارك                                  | لم يشارك                                  | لم يشارك                                  | لم يشارك            | لم يشارك     | لم يشارك     | لم يشارك     | لم يشارك     | لم يشارك     | لم يشارك     |              |
| 1999                                      | لم يشارك                                  | لم يشارك                                  | لم يشارك                                  | لم يشارك                                  | لم يشارك                                  | لم يشارك                                  | لم يشارك                                  | لم يشارك                                  | لم يشارك            | لم يشارك     | لم يشارك     | لم يشارك     | لم يشارك     | لم يشارك     | لم يشارك     |              |
| 2001                                      | لم يشارك                                  | لم يشارك                                  | لم يشارك                                  | لم يشارك                                  | لم يشارك                                  | لم يشارك                                  | لم يشارك                                  | لم يشارك                                  | لم يشارك            | لم يشارك     | لم يشارك     | لم يشارك     | لم يشارك     | لم يشارك     | لم يشارك     |              |
| 2003                                      | لم يشارك                                  | لم يشارك                                  | لم يشارك                                  | لم يشارك                                  | لم يشارك                                  | لم يشارك                                  | لم يشارك                                  | لم يشارك                                  | لم يشارك            | لم يشارك     | لم يشارك     | لم يشارك     | لم يشارك     | لم يشارك     | لم يشارك     |              |
| 2006                                      | لم يشارك                                  | لم يشارك                                  | لم يشارك                                  | لم يشارك                                  | لم يشارك                                  | لم يشارك                                  | لم يشارك                                  | لم يشارك                                  | لم يشارك            | لم يشارك     | لم يشارك     | لم يشارك     | لم يشارك     | لم يشارك     | لم يشارك     |              |
| 2008                                      | لم يشارك                                  | لم يشارك                                  | لم يشارك                                  | لم يشارك                                  | لم يشارك                                  | لم يشارك                                  | لم يشارك                                  | لم يشارك                                  | لم يشارك            | لم يشارك     | لم يشارك     | لم يشارك     | لم يشارك     | لم يشارك     | لم يشارك     |              |
| 2010                                      | لم يشارك                                  | لم يشارك                                  | لم يشارك                                  | لم يشارك                                  | لم يشارك                                  | لم يشارك                                  | لم يشارك                                  | لم يشارك                                  | لم يشارك            | لم يشارك     | لم يشارك     | لم يشارك     | لم يشارك     | لم يشارك     | لم يشارك     |              |
| 2014                                      | لم يتأهل                                  | لم يتأهل                                  | لم يتأهل                                  | لم يتأهل                                  | لم يتأهل                                  | لم يتأهل                                  | لم يتأهل                                  | لم يتأهل                                  | الثالث من أصل أربعة | 3            | 1            | 0            | 2            | 12           | 10           |              |
| 2018                                      | انسحب                                     | انسحب                                     | انسحب                                     | انسحب                                     | انسحب                                     | انسحب                                     | انسحب                                     | انسحب                                     | انسحب               | انسحب        | انسحب        | انسحب        | انسحب        | انسحب        | انسحب        |              |
| 2022                                      | لم يتأهل                                  | لم يتأهل                                  | لم يتأهل                                  | لم يتأهل                                  | لم يتأهل                                  | لم يتأهل                                  | لم يتأهل                                  | لم يتأهل                                  | الثاني من أصل أربعة | 3            | 2            | 0            | 1            | 4            | 4            |              |
| المجموع                                   | –                                         | 0/19                                      | –                                         | –                                         | –                                         | –                                         | –                                         | –                                         | المجموع             | 6            | 3            | 0            | 3            | 16           | 14           |              |

### كأس العرب للسيدات
| سجل كأس العرب للسيدات | سجل كأس العرب للسيدات | سجل كأس العرب للسيدات | سجل كأس العرب للسيدات | سجل كأس العرب للسيدات | سجل كأس العرب للسيدات | سجل كأس العرب للسيدات | سجل كأس العرب للسيدات | سجل كأس العرب للسيدات |
| النسخة                | الدور                 | المركز                | لعب                   | فاز                   | تعادل                 | خسر                   | له                    | عليه                  |
| --------------------- | --------------------- | --------------------- | --------------------- | --------------------- | --------------------- | --------------------- | --------------------- | --------------------- |
| 2006                  | دور المجموعات         | السابع من أصل سبعة    | 2                     | 0                     | 0                     | 2                     | 0                     | 20                    |
| 2021                  | دور المجموعات         | الخامس من أصل سبعة    | 3                     | 1                     | 1                     | 1                     | 5                     | 5                     |
| المجموع               | الأفضل: دور المجموعات | 2/2                   | 5                     | 1                     | 1                     | 3                     | 5                     | 25                    |

### بطولة اتحاد غرب آسيا للسيدات
| سجل بطولة اتحاد غرب آسيا للسيدات | سجل بطولة اتحاد غرب آسيا للسيدات | سجل بطولة اتحاد غرب آسيا للسيدات | سجل بطولة اتحاد غرب آسيا للسيدات | سجل بطولة اتحاد غرب آسيا للسيدات | سجل بطولة اتحاد غرب آسيا للسيدات | سجل بطولة اتحاد غرب آسيا للسيدات | سجل بطولة اتحاد غرب آسيا للسيدات | سجل بطولة اتحاد غرب آسيا للسيدات |
| النسخة                           | الدور                            | المركز                           | لعب                              | فاز                              | تعادل                            | خسر                              | له                               | عليه                             |
| -------------------------------- | -------------------------------- | -------------------------------- | -------------------------------- | -------------------------------- | -------------------------------- | -------------------------------- | -------------------------------- | -------------------------------- |
| 2005                             | لم يشارك                         | لم يشارك                         | لم يشارك                         | لم يشارك                         | لم يشارك                         | لم يشارك                         | لم يشارك                         | لم يشارك                         |
| 2007                             | المركز الثالث                    | الثالث من أصل أربعة              | 3                                | 1                                | 0                                | 2                                | 7                                | 6                                |
| 2010                             | لم يشارك                         | لم يشارك                         | لم يشارك                         | لم يشارك                         | لم يشارك                         | لم يشارك                         | لم يشارك                         | لم يشارك                         |
| 2011                             | دور المجموعات                    | الخامس من أصل 8                  | 3                                | 1                                | 0                                | 2                                | 2                                | 13                               |
| 2014 [الإنجليزية]                | لم يشارك                         | لم يشارك                         | لم يشارك                         | لم يشارك                         | لم يشارك                         | لم يشارك                         | لم يشارك                         | لم يشارك                         |
| 2019                             | المركز الثالث                    | الثالث من أصل خمسة               | 4                                | 2                                | 0                                | 2                                | 8                                | 6                                |
| 2022                             | سيحدد فيما بعد                   | سيحدد فيما بعد                   | سيحدد فيما بعد                   | سيحدد فيما بعد                   | سيحدد فيما بعد                   | سيحدد فيما بعد                   | سيحدد فيما بعد                   | سيحدد فيما بعد                   |
| المجموع                          | الأفضل: المركز الثالث            | 3/6                              | 10                               | 4                                | 0                                | 6                                | 17                               | 25                               |

### بطولات أخرى
| البطولة                                                | النتيجة       |
| ------------------------------------------------------ | ------------- |
| كأس العرب للسيدات لكرة القدم 2010                      | دور المجموعات |
| بطولة أرمينيا الدولية الودية للسيدات 2021 [الإنجليزية] | المركز الرابع |

## اللاعبات
أنظر: تصنيف:لاعبات منتخب لبنان لكرة القدم للسيدات

### التشكيلة الحالية
تم استدعاء اللاعبيات الـ 23 التالية أسماؤهم لمباريات تصفيات كأس آسيا للسيدات 2022 ضد ميانمار والإمارات العربية المتحدة وغوام في 18 و21 و24 أكتوبر 2021 على التوالي.
المعلومات صحيحة اعتبارًا من 24 أكتوبر 2021 (يوم المباراة ضد غوام).
| الرقم | المركز | اللاعب                        | تاريخ الميلاد (العمر) | لعب | سجل | النادي                          |
| ----- | ------ | ----------------------------- | --------------------- | --- | --- | ------------------------------- |
| 1     | حارس   | سينال بريش                    |                       | 3   | 0   | الإخاء الأهلي عاليه             |
| 22    | حارس   | بيرلا نصر                     |                       | 2   | 0   | نجوم الرياضة                    |
| 23    | حارس   | رشا ياغي                      |                       | 10  | 0   | الصفاء                          |
|       |        |                               |                       |     |     |                                 |
| 2     | دفاع   | آية جمال الدين                |                       | 14  | 0   | الصفاء                          |
| 3     | دفاع   | رنا المقداد                   |                       | 13  | 1   | نجوم الرياضة                    |
| 4     | دفاع   | جو ان بومير                   |                       | 7   | 0   | بنات أكاديمية بيروت             |
| 5     | دفاع   | رضا وهاب                      |                       | 5   | 0   | نجوم الرياضة                    |
| 12    | دفاع   | ستيفاني القزي [الإنجليزية]    |                       | 6   | 0   | إليفين فوتبول برو               |
| 14    | دفاع   | نور نجيم                      |                       | 6   | 0   | إليفين فوتبول برو               |
| 15    | دفاع   | وعد رعد                       |                       | 2   | 0   | نجوم الرياضة                    |
|       |        |                               |                       |     |     |                                 |
| 6     | وسط    | ناتالي مطر                    |                       | 11+ | 0   | إليفين فوتبول برو (قائد الفريق) |
| 13    | وسط    | كارلا عبد الخالق [الإنجليزية] |                       | 3   | 0   | بنات أكاديمية بيروت             |
| 16    | وسط    | ديما الكاستي                  |                       | 7   | 3   | الصفاء                          |
| 18    | وسط    | إيفلينا الحداد [الإنجليزية]   |                       | 5   | 0   | إليفين فوتبول برو               |
| 20    | وسط    | سينتيا صالحة                  |                       | 8   | 3   | الصفاء                          |
| 21    | وسط    | زهوة عرابي                    |                       | 3   | 0   | اتحاد طرابلس                    |
|       |        |                               |                       |     |     |                                 |
| 7     | هجوم   | سميرة عوض                     |                       | 15  | 2   | الصفاء                          |
| 8     | هجوم   | ليلي إسكندر                   |                       | 9   | 1   | كوج [الإنجليزية]                |
| 9     | هجوم   | بيلار خوري                    |                       | 1   | 0   | نانت [الإنجليزية]               |
| 10    | هجوم   | يارا بورضا                    |                       | 14  | 0   | الصفاء                          |
| 11    | هجوم   | حنين تميم                     |                       | 14  | 5   | نجوم الرياضة                    |
| 17    | هجوم   | يارا سرور                     |                       | 0   | 0   | بنات أكاديمية بيروت             |
| 19    | هجوم   | كريستي معلوف                  |                       | 6   | 1   | إليفين فوتبول برو               |

### الاستدعاءات الأخيرة
كانت لاعبات كرة القدم التالي ذكرهم جزءًا من إختيارات المنتخب الوطني في الأشهر الـ 12 الماضية، لكنهم ليسوا جزءًا من التشكيلة الحالية.

## الأكثر تهديفا

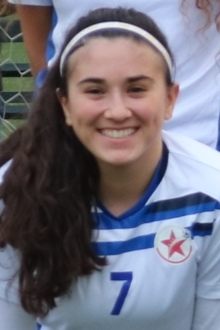
برصيد خمسة أهداف، حنين تميم هي ثاني أفضل هدافي منتخب لبنان على الإطلاق.